# Alternation (Verslehre)
Alternation (lateinisch alternare ‚wechseln‘) bezeichnet in der Verslehre allgemein den regelmäßigen Wechsel eines zweiwertigen metrischen Merkmals in einem Gedicht. Speziell bezieht es sich auf den regelmäßigen Wechsel langer und kurzer Silben beim quantitierenden bzw. dem von betonten und unbetonten Silben beim akzentuierenden Versprinzip. Man spricht dann bei den sich so ergebenden Versmaßen von alternierenden Versmaßen bzw. bei Versen in alternierendem Versmaß von alternierenden Versen und bei Dichtung, bei der Alternation durchgängig beachtet wird, von alternierender Dichtung.
Außerdem kann Alternation auch beim regelmäßigen Wechsel des Reimgeschlechts, also abwechselnd männlichen und weiblichen Reimen gesehen werden, was als Reimalternanz (französisch Alternance des rimes) bezeichnet wird.
Beginnt ein alternierender Vers mit einer langen oder betonten Silbe, so ergibt sich ein trochäisches Schema:
—◡ | —◡ | —◡ | —◡ …
Beispiel: Fést gemáuert ín der Érden
Beginnt er dagegen mit einer kurzen oder unbetonten Silbe, so ergibt sich ein jambisches Schema:
◡— | ◡— | ◡— | ◡— |  …
Beispiel: Es schlúg mein Hérz, geschwínd zu Pférde
Demnach sind die einzigen alternierenden Versmaße der Jambus und der Trochäus und jambische bzw. trochäische Verse die einzigen alternierenden Versformen. Diese sind im Deutschen allerdings schon aufgrund der natürlichen trochäischen Betonung der zweisilbigen deutschen Erbwörter wie „Érde“, „Váter“ oder „Sónne“ sehr verbreitet.
Alternation als Versprinzip stammt ursprünglich aus den romanischen Sprachen, wurde beginnend mit Otfrid von Weißenburg ab der Karolingerzeit in die deutsche Dichtung übernommen und tritt dann in der höfischen Dichtung des Mittelalters, etwa bei Friedrich von Hausen, Heinrich von Veldeke, Hartmann von Aue und Gottfried von Straßburg deutlicher auf. Doch auch Abweichungen in Form von Hebungsspaltung, Senkungsspaltung und beschwerter Hebung sind häufig.
Im 16. und frühen 17. Jahrhundert setzte sich dann zeitweise im Meistersang und in der sich an französischem Vorbild orientierenden Gelehrtendichtung (z. B. bei  Weckherlin) ein silbenzählendes Versprinzip mit strenger Alternation durch, wobei der natürliche Wortakzent nicht maßgeblich war, was zu häufigen Tonbeugungen führte.
Im 17. Jahrhundert wurde eine akzentuierende strikte Alternation, bei der sämtliche Verse eines Gedichtes in ihrer Betonung alternieren, von Martin Opitz verbindlich zu machen versucht:

„Nachmals iſt auch ein jeder verß entweder ein iambicus oder trochaicus.“

Diese strikte Alternation konnte sich allerdings nicht durchsetzen, da sie der traditionellen Füllungsfreiheit der germanischen Dichtungstradition widersprach. Sie wurde von Weckherlin und im 18. Jahrhundert von Breitinger abgelehnt. Bereits die Zulassung des Daktylus durch August Buchner, den Zeitgenossen und Erben von Opitz, durchbrach das strikte Prinzip. Die nichtalternierenden Versmaße wie Daktylus (—◡◡) und Anapäst (◡◡—) wurden dann ab Ende des 18. Jahrhunderts vor allem bei der Nachbildung antiker Versformen wie dem Hexameter durch Dichter wie Klopstock und Hölderlin sehr wichtig und die Alternation als poetisches Prinzip verlor stark an Bedeutung und wurde als übermäßig regelmäßig abgelehnt. Bereits Herder meint 1793, dass

„[…] die deutsche Sprache bei diesem [modernen] Versbau im Besitz und Gebrauch aller ihrer schönen, vielsylbigen und zusammengesetzten Worte bleibt, die zerfetzt und zerschnitten, oder zusammengedrängt und aufgeopfert werden müssen, wenn das Mühlengeklapper des Jambischen Rhythmus ein Erstes und das Hauptgesetz bleibet.“